# Dolasetron
Dolasetron (trgovačko ime Anzemet) je serotonin 5-HT3 receptor antagonist korišćen u tretmanu mučnine i povraćanja nakon hemoterapije. Njegov glavni efekat je smanjenje aktivnosti Vagus nerva, koji je nerv što aktivira centar za povraćanje u medulla oblongata. On nema primetan antiemetički efekt kad su simptomi uzrokovani morskom bolešću. Ovaj lek nema efekta na dopamin receptore, nit na muskarinske receptore.
Dolasetron se sporo razlaže, i zadržava se u telu dogo vremena. Jedna doza obično traje 4 do 9 sati. On se normalno administrira jednom ili dva puta dnevno. Ovaj lek se odstranjuje is tela putem jetre i bubrega.

## Klinička upotreba
- Hemoterapijom prouzrokovana mučnina i povraćanje
  - 5-HT3 receptor antagonisti su primarni lekovi korišćeni u tretmanu hemoterapijom prouzrokovane mučnine i povraćanja. Oni se uglavnom daju intravenozno oko 30 minuta pre hemoterapije.[2]
- Postoperativna i postradijaciona mučnina i povraćanje[3][4]
- On je moguća terapija za mučninu i povraćanje prouzrokovanu akutnim ili hroničnim gastroenteritisom
- Za razliku od mnogih drugih 5HT3 antagonista, podaci nisu dostupni za upotrebu dolasetrona sa aprepitantom u hemoterapijom izazvanoj mučnini i povraćanju (CINV).

## Nuspojave
Dolasetron je dobro podnošen lek sa malo nuspojava. Glavobolja, vrtoglavica, i konstipacija su najčešće pominjane nuspojave njegove upotrebe. Nisu poznate značajne interakcije lekove sa anzemetom. On se razlaže u jetri putem citohrom P450 sistema, i on ima malo efekta na metabolizam drugih lekova razlaganih ovim sistemom.

## Spoljašnje veze
|  | Molimo Vas, obratite pažnju na važno upozorenje u vezi sa temama iz oblasti medicine (zdravlja). |